# Nacionalidad colombiana
La nacionalidad colombiana o ciudadanía colombiana es el vínculo civil entre los individuos nacidos en Colombia, hijos de padres colombianos, los nacidos fuera de Colombia hijos de padres colombianos o los que adquieren la nacionalidad por adopción y el Estado colombiano, el cual se encuentra regulado por el artículo 96 de la Constitución de Colombia de 1991 y el Acto Legislativo 1 del 25 de enero de 2002.
Colombia es un estado miembro de la Comunidad Andina y un estado asociado del Mercosur, por lo tanto, todas las personas que sean titulares de un pasaporte colombiano o una  cédula de ciudadanía colombiana tienen derecho a circular, trabajar y vivir libremente sin necesidad de un visado en cualquier país de América del Sur, excepto Venezuela, Surinam, y Guyana.

## Historia

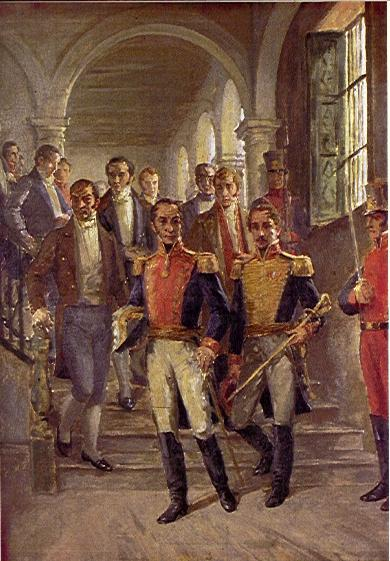
Bolívar, Santander y otros próceres saliendo del Congreso de 1821.

La primera mención constitucional de la nacionalidad colombiana se hizo en el Congreso Constituyente de 1821, en el cual se estableció que son colombianos todos los hombres libres nacidos en Colombia y sus hijos y quienes estuvieren radicados en Colombia en el momento de su transformación política, con tal que permanezcan fieles a la causa de la independencia, así como los no nacidos en Colombia que obtuvieren carta de naturalización. En esta Constitución, la nacionalidad colombiana se refiere a la de los habitantes de los territorios de la Gran Colombia, por lo que el gentilicio de colombiano en aquella época era extensivo a aquellas personas que nacieron en los actuales territorios de Venezuela, Ecuador y Panamá. Tras la abolición de la esclavitud, la Constitución de la República de la Nueva Granada de 1853 eliminó el término de "hombre libre" como requisito para la obtención de la nacionalidad. El gentilicio de los nacionales de la Nueva Granada fue el de ciudadano granadino.

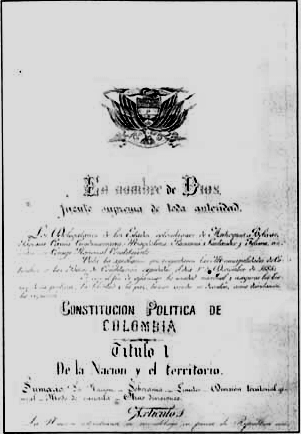
Primera página de la Constitución de 1886.

La Constitución de Colombia de 1886 estableció que recibían la nacionalidad colombiana las personas nacidas en territorio colombiano hijos de colombianos, pero condicionaba a los hijos de extranjeros a que alguno de sus padres se encontrara domiciliado en el país en el momento de su nacimiento. Después de los acuerdos de la Conferencia Panamericana de Río de Janeiro en 1906 se promulgó la Ley 28 del 29 de agosto de 1908, que establecía la recuperación de la nacionalidad para aquellas personas que regresaban a su país de origen después de naturalizarse en otro país. Un caso notable previo a esta norma fue el ocurrido con el escritor colombiano Santiago Pérez Triana, quien tras haber residido por varios años en Estados Unidos recibió la nacionalidad de dicho país y regresó a Colombia, pretendiendo recuperar su nacionalidad, pues entonces no existían acuerdos de múltiple nacionalidad y el acto de naturalización suponía perder la nacionalidad de origen.
La Ley 22 bis del 3 de febrero de 1936 estableció el derecho a obtener la nacionalidad por matrimonio con una persona de nacionalidad colombiana en un tiempo de residencia de dos años y la discrecionalidad gubernamental para conceder la nacionalidad colombiana a hispanoamericanos. Una sentencia de la Corte Suprema de Justicia del 9 de marzo de 1941 definió que la nacionalidad se conserva residiendo en Colombia, promulgada después de la expulsión del ciudadano Heriberto Schawrtroir, quien nació en Barranquilla, hijo de padres alemanes, viajó a Alemania después de residir unos años en Colombia y regresó al país por la Segunda Guerra Mundial.
La Constitución de Colombia de 1991 introdujo la doble nacionalidad, reconoció como colombianos por adopción a los miembros de pueblos indígenas que comparten territorios fronterizos y reemplaza la expresión "hispanoamericanos y brasileños" por "Latinoamericanos y del Caribe" condicionando la obtención de la nacionalidad al principio de reciprocidad. La Ley 43 de 1993 aclaró que para obtener la nacionalidad por unificación familiar en un término de residencia legal de dos años, el ciudadano extranjero puede ser compañero permanente o tener hijos con una persona de nacionalidad colombiana (no exige un acto matrimonial), para lo cual es suficiente una sentencia de un juez de familia. Esta ley también aclaró los términos para la recuperación de la nacionalidad colombiana, especialmente para aquellos colombianos que renunciaron a la nacionalidad o quienes antes de la introducción de la doble nacionalidad en la Constitución de 1991 se naturalizaron en otro país. Finalmente el Acto Legislativo 1 de 2002 aclara que los hijos de colombianos pueden obtener la nacionalidad sin haber residido en el territorio colombiano, registrándose en una oficina consular.

## Adquisición de la nacionalidad colombiana

### Marco legal
Mediante el Acto Legislativo n.º 1 del 25 de enero de 2002 se reformó el literal b), numeral 1.º del artículo 96 de la Constitución Política, que rige los aspectos legales de la obtención de la calidad de ciudadano colombiano, y el cómo acceder a la nacionalidad.
El artículo 96 numeral 1.º de la Constitución Política de Colombia establece
quienes son nacionales colombianos de acuerdo a su origen, siendo así:

#### Por nacimiento
- Quienes hayan nacido en Colombia, con una de dos condiciones: que el padre o la madre hayan sido naturales o nacionales colombianos o que, siendo hijos de extranjeros, alguno de sus padres estuviere domiciliado en la República en el momento del nacimiento.

- Quienes hayan nacido en tierra extranjera, hijos de padre o madre colombianos y luego se domiciliaren en territorio colombiano o registraren en una oficina consular de la república.[2]

- De acuerdo al principio de reciprocidad, aquellos miembros de pueblos indígenas que comparten territorios fronterizos, con aplicación del principio de reciprocidad y según tratados públicos que para el efecto se celebren y sean debidamente perfeccionados.

- Los latinoamericanos y del Caribe por nacimiento domiciliados en el territorio colombiano, que con la debida autorización de ley en acuerdo a los principios de reciprocidad soliciten ser inscritos como ciudadanos colombianos.

#### Por adopción
- Quienes habiendo nacido fuera de Colombia, han permanecido domiciliados en territorio nacional con visado de residente por más de 5 años en el país (a excepción de personas nacidas en otros países Latinoamericanos o del Caribe a quienes se les exige solo 1 año de domicilio permanente con visado de residente, personas nacidas en España a quienes se les exigen 2 años de domicilio permanente con visado de residente o para extranjeros que se encuentren casados o sean compañeros permanentes de una persona con nacionalidad colombiana o tengan hijos de nacionalidad colombiana a quienes se les exigen 2 años de domicilio permanente con visado de residente)[11] y deseen obtener la ciudadanía, pueden solicitar ser inscritos como ciudadanos de Colombia ante el Ministerio de Relaciones Exteriores,[12] previo el cumplimiento de requisitos tales como no estar penado ante la ley, que no fuese persona non grata acorde a los tratados diplomáticos vigentes, dominio del idioma castellano y de conocimientos básicos de historia patria, geografía y de la Constitución de Colombia. Los anteriores conocimientos exigidos se acreditan a través de un examen que se practica en la alcaldía o en la gobernación correspondiente, a excepción de los solicitantes que han culminado sus estudios de secundaria o universitarios en Colombia y de los mayores de 65 años.[13]

## Calidad de ciudadano

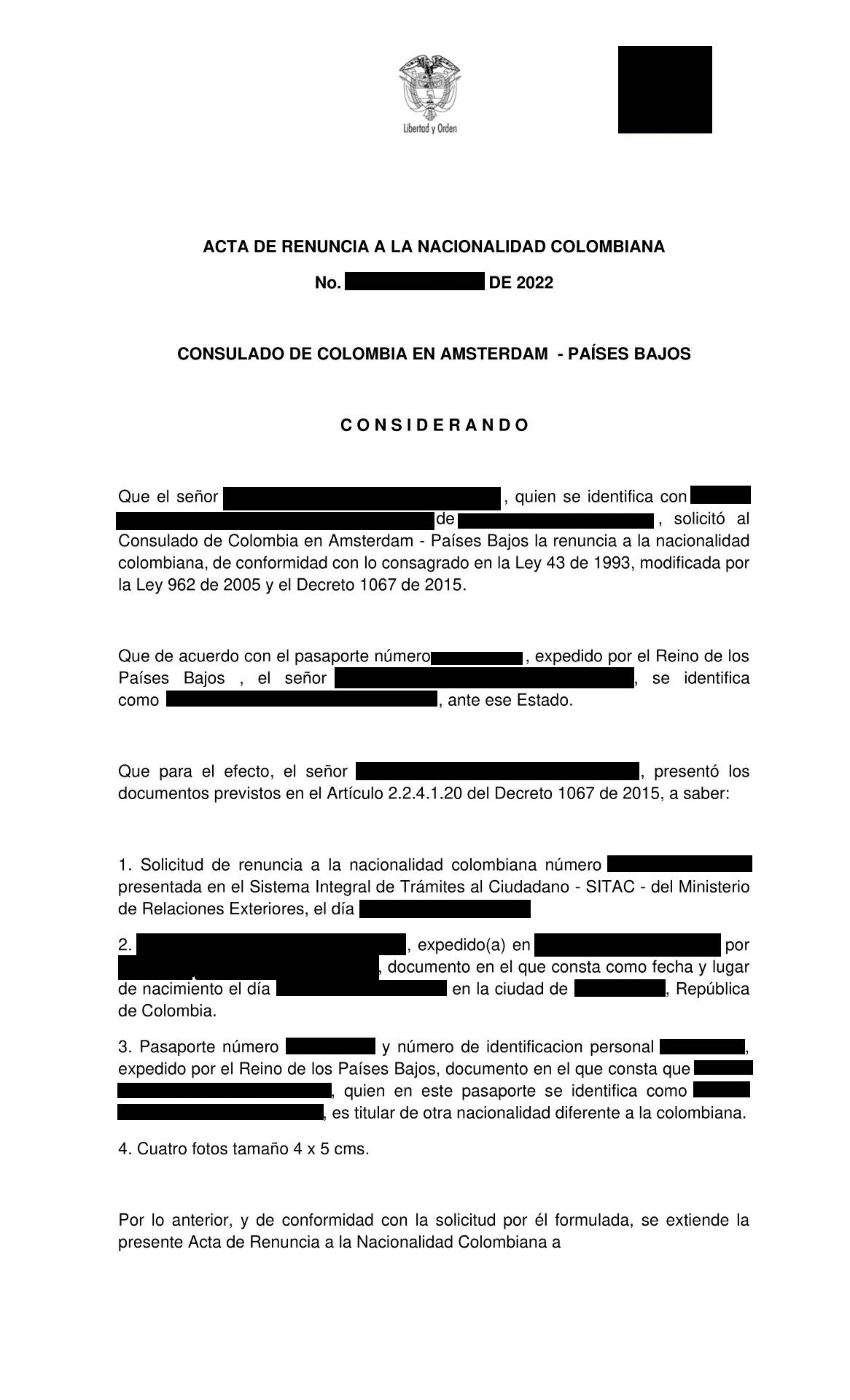
Certificado de renuncia a la nacionalidad colombiana, emitido por el consulado de Colombia en Países Bajos en 2022

La legislación colombiana garantiza el derecho a ejercer la ciudadanía a los nacionales o extranjeros reconocidos como colombianos, que habiendo cumplido los dieciocho (18) años de edad y que hayan tramitado su respectivo documento de identidad, o que con arreglo a la ley y quieran participar de sus derechos ciudadanos y democráticos, a que lo hagan, teniendo en cuenta que la legislación colombiana pena a los delincuentes con la pérdida de los derechos políticos a los que tuviese acceso antes de la comisión del delito.
Asimismo, establece la ley que en caso de guerra exterior, aquellos ciudadanos que hayan adoptado otra ciudadanía aparte de la colombiana no se les obligará a tomar las armas contra el país que los haya aceptado como ciudadanos, pero en el caso de que se encuentren luchando contra la nación colombiana y sean apresados serán juzgados como traidores, sin importar si hubieren renunciado a la ciudadanía.
La ley 43 de 1993 de la legislación colombiana establece que Colombia reconoce el derecho a sus nacionales a poseer más de una nacionalidad, lo que significa que Colombia no exige a los nacionales colombianos el renunciar a su nacionalidad colombiana al momento de adquirir la nacionalidad de otro estado, ni exige a los nacionales de otro estado el renunciar a su nacionalidad de origen al momento de adquirir la nacionalidad colombiana. No obstante, es posible para los nacionales colombianos el renunciar a su nacionalidad colombiana si así lo desean o como parte del proceso de adquisición de la nacionalidad de otro estado que en sí mismo no reconozca el derecho a la doble nacionalidad, así como también es posible para aquellos que han renunciado a su nacionalidad colombiana el recuperarla si así lo desean. Sin embargo, el artículo 22 de la mencionada ley aclara que toda persona con nacionalidad colombiana debe ingresar o salir del territorio colombiano en calidad de colombiano o colombiana, y así mismo será considerada por la ley colombiana dentro del territorio nacional con independencia de cualquier otra nacionalidad que pueda poseer.